# Topik (pająk)
Topik, wodnik (Argyroneta aquatica) – gatunek wodnego pająka z rodziny topikowatych (Argyronetidae). Samica osiąga 8–15 mm długości, samiec 9–12 mm. Bywa niekiedy klasyfikowany w rodzinie lejkowcowatych (Agelenidae).

## Tryb życia i zachowanie

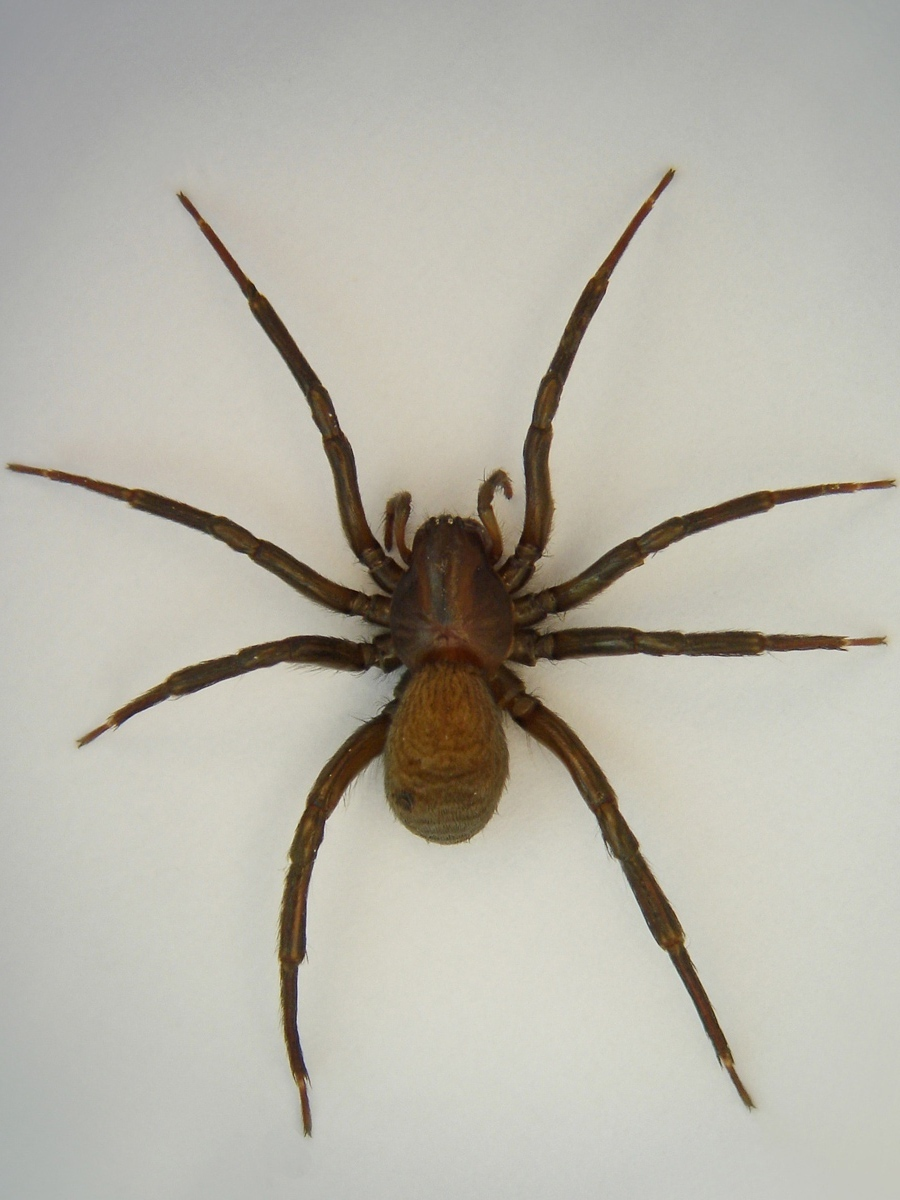
Samica

Topik jako jedyny  gatunek spośród pająków całe swoje życie spędza w wodzie, ale nie różni się od innych pająków budową ani fizjologią. Zdolność przebywania w wodzie uzyskał dzięki wykształceniu odpowiedniego zestawu zachowań. Podobnie jak inne pająki topik oddycha powietrzem atmosferycznym. Aby pogodzić to z wodnym trybem życia, pokrywa odwłok (na którym znajdują się otwory narządów oddechowych – płucotchawki) specjalną otoczką powietrzną utrzymywaną przez włoski na odwłoku. Otoczka ta powstaje przez wciągnięcie do wody bańki powietrza. Aby tego dokonać, pająk wynurza z wody koniec odwłoka wraz z kądziołkami przędnymi i tylnymi nogami, między którymi rozsnuwa plątaninę nici pajęczyny, wciąga pajęczynę pod wodę, zagarniając nią bańkę powietrza, która przylepia się do odwłoka. Topik zsuwa potem bańkę nogami z odwłoka i uzupełnia nią zapas powietrza w podwodnym „dzwonie”, w którym mieszka w cieplejszej porze roku. Zamieszkuje zarośnięte zbiorniki wolno płynących lub stojących wód, żywiąc się drobnymi zwierzętami wodnymi.